# Alain Junior Ollé Ollé
Alain Junior Ollé Ollé (Douala, 11 aprile 1987) è un calciatore camerunese, centrocampista del Trønder-Lyn.

## Carriera

### Club
Ollé Ollé iniziò la carriera professionistica con la maglia del Plaza Colonia, per poi trasferirsi al Nacional. A febbraio 2008, passò al Friburgo, ma giocò sporadicamente per il club e mai nella Bundesliga. A gennaio 2010, si trasferì in prestito al Rot Weiss Ahlen.
Il 4 marzo 2011 fu reso noto il suo passaggio allo Stabæk. Esordì nella Tippeligaen il 3 aprile, quando fu titolare nel successo per 1-2 in casa del Rosenborg. Il 25 aprile segnò la prima rete, nel successo per 3-1 sul Fredrikstad. A fine stagione, si ritrovò svincolato. Il 14 febbraio 2012 fu ufficializzato il suo accordo con gli svedesi dell'Åtvidaberg.
Il 3 marzo 2014, tornò in Norvegia per giocare nel Byåsen. Il 19 dicembre 2014 ha firmato un contratto annuale con il Brumunddal, valido a partire dal 1º gennaio 2015. Il 31 gennaio 2016 è passato al Frøya, in 4. divisjon.